# Campeonato Carioca de Futebol de 1935 (LCF)
O Campeonato Carioca de Futebol de 1935 organizado pela pela Liga Carioca de Football (LCF) foi vencido pelo America, com o Fluminense ficando com o vice-campeonato.

## Classificação final
| Classificação | Classificação | Classificação | Classificação | Classificação | Classificação | Classificação | Classificação | Classificação | Classificação |
| Pos           | Time          | PG            | J             | V             | E             | D             | GP            | GS            | SG            |
| ------------- | ------------- | ------------- | ------------- | ------------- | ------------- | ------------- | ------------- | ------------- | ------------- |
| 1             | America       | 24            | 15            | 11            | 2             | 2             | 49            | 20            | +29           |
| 2             | Fluminense    | 23            | 15            | 11            | 1             | 3             | 63            | 26            | +37           |
| 3             | Flamengo      | 20            | 15            | 8             | 4             | 3             | 36            | 22            | +14           |
| 4             | Bonsucesso    | 14            | 15            | 6             | 2             | 7             | 34            | 38            | -4            |
| 5             | Modesto       | 5             | 15            | 2             | 1             | 12            | 19            | 56            | -37           |
| 6             | Portuguesa    | 4             | 15            | 2             | 0             | 13            | 25            | 64            | -39           |

## Premiação
| Campeonato Carioca de 1935 (LCF) |
| Rio de Janeiro                   |
| -------------------------------- |
| AMERICA Campeão (6º título)      |